# 维克里-克拉克-格罗夫斯机制
维克里-克拉克-格罗夫斯机制（英語：Vickrey–Clarke–Groves mechanism）简称VCG机制，是机制设计中实现社会最优解的通用真实机制，该机制是维克里-克拉克-格罗夫斯拍卖的泛化。VCG拍卖的任务只是在一群人中分配物品，VCG机制比VCG拍卖更具有普适性，它能用于在可行结果的集合中选择任何结果。:216–233

## 表示符号
{\displaystyle X}表示所有可行解的集合。
有{\displaystyle n}个参与者，它们对每个结果有不同的估价。参与者{\displaystyle i}对结果估值的函数可以表示为：
{\displaystyle v_{i}:X\longrightarrow R_{+}}
该函数用金钱表示了代理人对每一种结果的估值。
假设参与者具有拟线性效用函数；这意味着，如果结果是{\displaystyle x}，加上参与者收到的报酬{\displaystyle p_{i}}（如果是代价则为负），则参与者{\displaystyle i}的总效用为：
{\displaystyle u_{i}:=v_{i}(x)+p_{i}}
我们的目标是选择一个结果，使价值的总和最大化，即：
{\displaystyle x^{opt}(v)=\arg \max _{x\in X}\sum _{i=1}^{n}v_{i}(x)}
换句话说，我们的社会选择函数完全是基于功利主义的。

## 解族
VCG族是一个实现功利福利函数的机制族。在VCG族中，有一种典型的机制是这样工作的：
1.该机制需要参与者提供它们的估值函数，比如说每个参与者{\displaystyle i}都需要提供{\displaystyle v_{i}(x)}，{\displaystyle x}是每一个选择。
2.根据参与者所提供的估值，{\displaystyle v}，用公式{\displaystyle x^{*}=x^{opt}(v)}求最佳解。
3.该机制给每个参与者{\displaystyle i}一笔等于其他参与者总估值的钱：
{\displaystyle p_{i}:=\sum _{j\neq i}v_{j}(x^{*})}
4该机制再给每个参与者{\displaystyle i}一笔基于任意函数{\displaystyle h_{i}}和其他参与者估值的钱：
{\displaystyle p_{i}+=h_{i}(v_{-i})}
其中{\displaystyle v_{-i}=(v_{1},\dots ,v_{i-1},v_{i+1},\dots ,v_{n})}，任意函数{\displaystyle h_{i}}是一个只依赖于对其他参与者的估值的函数。

## 真实性
所有的VCG机制都是真实机制，也就是说参与者在这类机制中会选择给出真实的估价。

## 克拉克枢轴规则
函数{\displaystyle h_{i}}是该机制的参数。{\displaystyle h_{i}}的每一个选择都会在VCG解族中产生不同的机制。
我们可以举这样一个例子：
{\displaystyle h_{i}(v_{-i})=0}
但是这样一来我们需要付钱给参与竞拍的人，我们原本的计划是从竞拍者那里收钱。
经过调整后的函数是：
{\displaystyle h_{i}(v_{-i})=-\max _{x\in X}\sum _{j\neq i}v_{j}(x)}
这就是所谓的克拉克枢轴规则，在这一规则之下，竞拍者{\displaystyle i}所需付的钱是：
（竞拍者{\displaystyle i}不在时拍卖产生的社会总福利）-（竞拍者{\displaystyle i}在时拍其他人的社会福利之和）
这就是竞拍者{\displaystyle i}所产生的外部性。